# Sheltered Daughters
Sheltered Daughters è un film muto del 1921 diretto da Edward Dillon e prodotto e distribuito dalla Realart Pictures. Sceneggiato da Clara Beranger, si basa su un soggetto di George Bronson Howard. Gli interpreti della vicenda, ambientata a New York, erano Justine Johnstone, Riley Hatch, Warner Baxter, Charles K. Gerrard, Helen Ray, Edna Holland, James Laffey, Jimmie Lapsley, Dan E. Charles. La fotografia è di George J. Folsey, le scene sono di Robert M. Haas.
Il film, i cui diritti negli Stati Uniti sono scaduti, diventando di pubblico dominio, si ritiene perduto.

## Trama
A New York, Jim Dark, un agente di polizia, deve combattere ogni giorno con ogni sorta di criminali. Per preservare l'innocenza di sua figlia Jenny tenendola lontana dalle brutture della vita, decide di farla crescere senza farla entrare in contatto diretto con la brutale realtà quotidiana. Jenny vive così in una sorta di mondo di sogno, dove si perde con l'immaginazione, fantasticando di essere una discendente di Giovanna d'Arco. Adele, una sua compagna di scuola che vive pure lei protetta nel nido familiare, se ne va di casa per uscire con un giovane e trova un lavoro in un negozio di moda. Quando Jenny va a trovarla, finisce vittima di un falso francese, un tipo losco che la usa per una raccolta di fondi che, sulla carta, dovrebbero essere utilizzati per gli orfani di guerra. Jim capisce la trappola in cui la figlia sta cadendo e, aiutato da Pep Mullins, il giovane innamorato di Jenny, la salva.

## Produzione
Il film fu prodotto dalla Realart Pictures Corporation.

## Distribuzione
Il copyright del film, richiesto dalla Realart Pictures, fu registrato il 23 aprile 1921 con il numero LP16416.
Distribuito dalla Realart Pictures Corporation, il film uscì nelle sale cinematografiche statunitensi nel maggio 1921. In Danimarca, fu distribuito il 17 febbraio 1922 con il titolo Beskyt din Datter; in Francia, l'11 gennaio 1924 come Les Périls de l'ignorance.
Non si conoscono copie ancora esistenti della pellicola che viene considerata presumibilmente perduta.